# Прієзжев Микола Семенович
Микола Семенович Прієзжев (19 травня 1919, місто Темников Пензенської губернії, тепер Мордовії, Російська Федерація — 15 грудня 1989, місто Москва) — радянський державний діяч, 1-й секретар Рязанського обласного комітету КПРС, голова Рязанського облвиконкому. Член ЦК КПРС у 1971—1986 роках. Депутат Верховної ради Російської РФСР 6—7-го скликань. Депутат Верховної Ради СРСР 8—11-го скликань.

## Життєпис
У 1944 році закінчив Саратовський інститут механізації та електрифікації сільського господарства імені Калініна. Очолював комсомольську організацію інституту, був головою профспілкового комітету.
У 1944—1949 роках — інженер, заступник директора Саратовської обласної контори «Головавтотракторозбут».
Член ВКП(б) з 1946 року.
У 1949—1955 роках — інструктор, заступник завідувача сільськогосподарського відділу Саратовського обласного комітету ВКП(б) (КПРС).
У 1955—1959 роках — 1-й секретар Базарно-Карабулацького районного комітету КПРС Саратовської області.
У 1959—1961 роках — інструктор, інспектор відділу партійних органів ЦК КПРС по РРФСР.
6 січня 1961 — січень 1963 року — 2-й секретар Рязанського обласного комітету КПРС.
У грудні 1962 — грудні 1964 року — голова виконавчого комітету Рязанської сільської обласної ради депутатів трудящих.
У грудні 1964 — січні 1967 року — голова виконавчого комітету Рязанської обласної ради депутатів трудящих.
12 січня 1967 — 14 грудня 1985 року — 1-й секретар Рязанського обласного комітету КПРС.
З грудня 1985 року — персональний пенсіонер союзного значення в Москві.
Помер 15 грудня 1989 року. Похований в Москві на Троєкуровському цвинтарі.

## Нагороди
- три ордени Леніна
- орден Жовтневої Революції
- два ордени Трудового Червоного Прапора
- медаль «За трудову доблесть»
- медаль «За доблесну працю. В ознаменування 100-річчя з дня народження Володимира Ілліча Леніна»
- медаль «За освоєння цілинних земель»
- медаль «За відвагу на пожежі»
- медалі